# Караколес
Караколес — колишній район видобутку срібла на території сучасного регіону Антофагаста (Чилі). На момент офіційного відкриття 1870 року район належав Болівії. Срібні руди Караколесу виявила 24 березня 1870 року чилійська розвідувальна група під керівництвом Хосе Діаса Гани, яка вирушила з портового міста Антофагаста. Згодом руду видобували завдяки чилійському капіталу та шахтарям. Це було останнє велике відкриття чилійської срібної лихоманки. За словами Оресте Плата, «деякі старі шахтарі вважають, що» Караколес відкрили значно раніше, ймовірно, 1811 року, двоє арагонців, які тікали від переслідувань у добу незалежності. Однак, кажуть, що місце розташування родовища було забуто. Місце швидко еволюціонувало від групи примітивних укриттів та хатин 1870 року до невеликого хутора 1871 року. Згодом поселення зростало, досягнувши кількох тисяч мешканців.
Точне розташування Караколесу призвело до суперечки між урядами Болівії та Чилі, оскільки Договір про кордон між Чилі та Болівією 1866 року вимагав, щоб податкові доходи з регіону між 23° та 25° пн. ш. розподілялися порівну. Переговори привели до угоди Коррал-Ліндсей, яку не ратифікувала Болівія, але пізніше обидві країни підписали Договір про кордон між Чилі та Болівією 1874 року, який скасував «зону взаємної вигоди» між паралелями 23° та 25° пн. ш.
У середині 1870-х років через виснаження найбагатших руд та зниження міжнародних цін на срібло гірнича промисловість у Караколесі почала занепадати. Віддаленість Караколесу від портів та узбережжя також не сприяла економічній ситуації.
Після чилійського завоювання 1879 року місто оголошено головним департаментом Караколес у провінції Антофагаста. Поселення, пов'язані з шахтами, значною мірою знелюдніли та до 1950-х років лежали в руїнах.

## Галерея

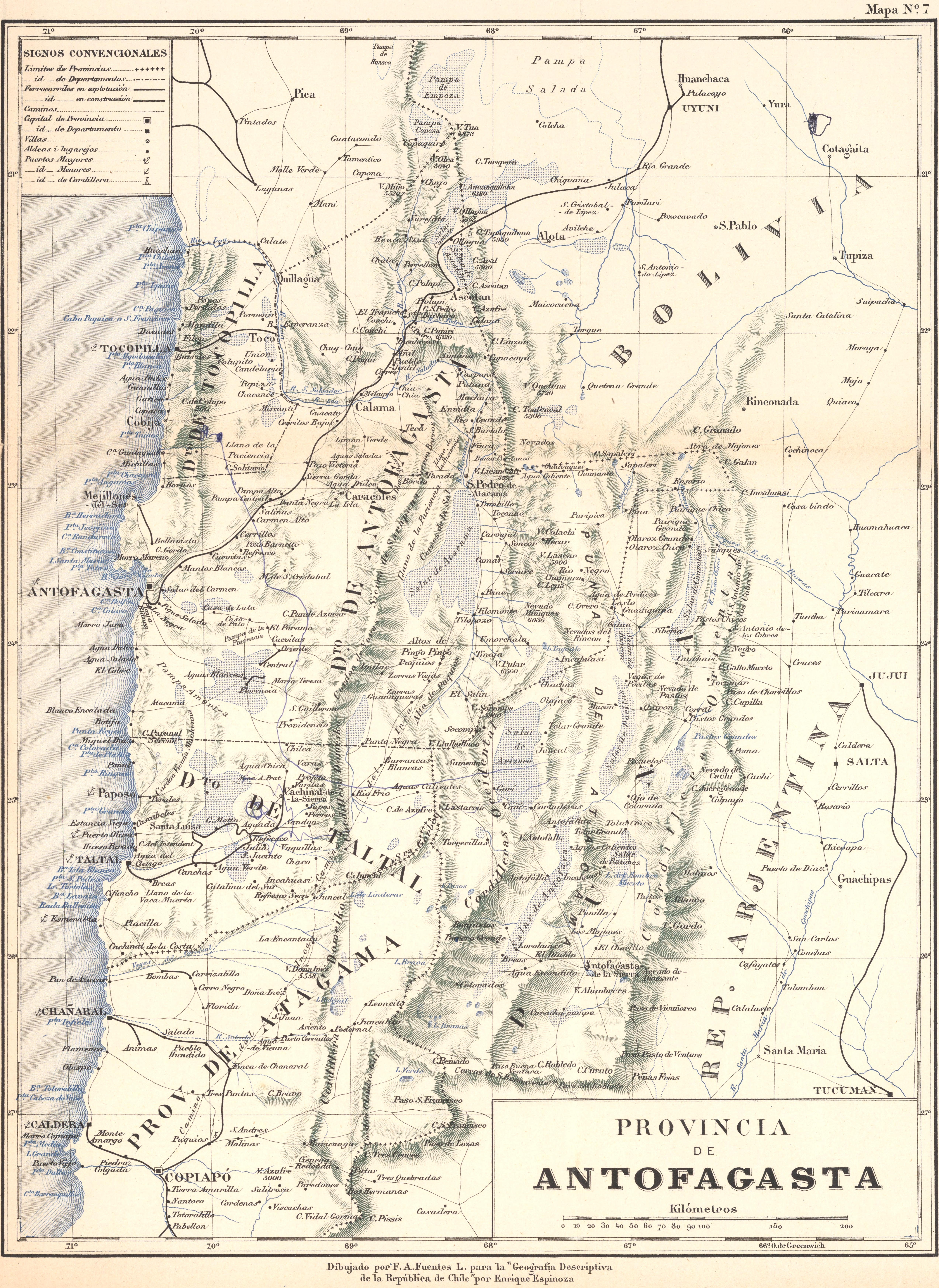
Карта провінції Антофагаста 1895 року. Караколес позначено на схід від Мехільйонеса і на південь від Калами.
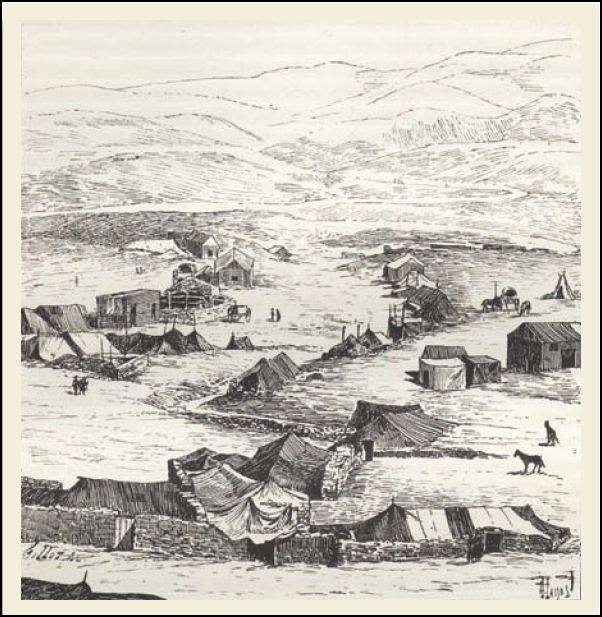
Розквітаюче місто Караколес 1872 року.